# (278513) Schwope
(278513) Schwope est un astéroïde de la ceinture principale.

## Description
(278513) Schwope est un astéroïde de la ceinture principale. Il fut découvert le 14 février 2008 à Inastars par Bernd Thinius. Il présente une orbite caractérisée par un demi-grand axe de 2,39 UA, une excentricité de 0,21 et une inclinaison de 9,3° par rapport à l'écliptique.

## Compléments